# Stenomisella nigrovenella
Stenomisella nigrovenella är en insektsart som beskrevs av Evans 1954. Stenomisella nigrovenella ingår i släktet Stenomisella och familjen dvärgstritar. Inga underarter finns listade i Catalogue of Life.